# 顶戟黄鹌菜
顶戟黄鹌菜（学名：Youngia hastiformis）为菊科黄鹌菜属下的一个种。

## 扩展阅读
- 維基物種上的相關：顶戟黄鹌菜